# 國道17號 (韓國)

國道17號（韓語：국도 제17호선），是韓國的一條國家級公路。南起全羅南道麗水市，北至京畿道龍仁市。全長406公里。
这条道路与全罗线（전라선）和顺天–万州高速公路、中部高速公路平行。